# جاكوب جوزيف
جاكوب جوزيف هو لاعب كرة قدم ومدرب كرة قدم ماليزي، ولد في 9 يوليو 1958 في ماليزيا. لعب مع Petaling Jaya City FC ‏.